# 國道122號 (日本)

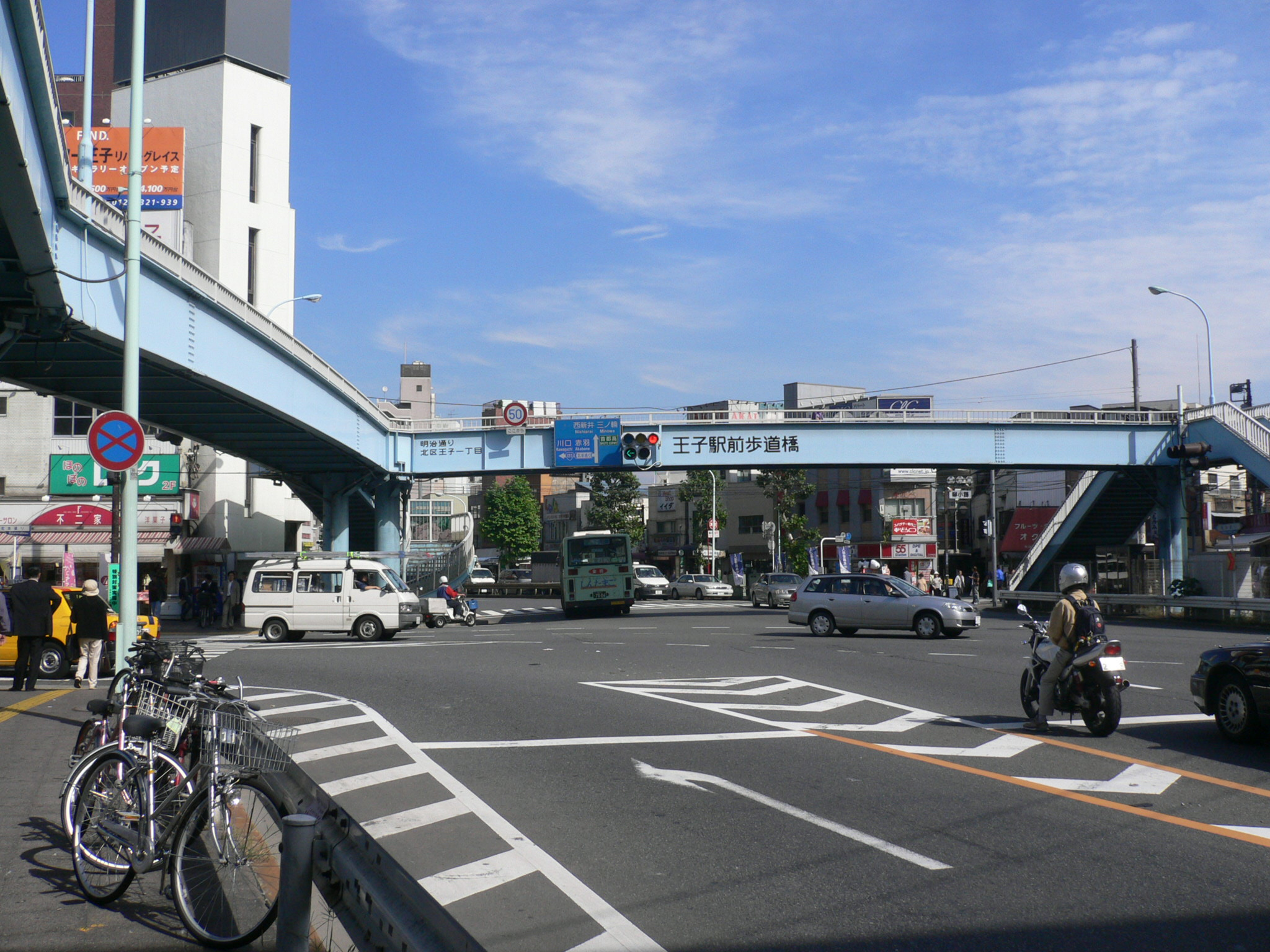
王子站前（左後為國道122號、2005年10月）

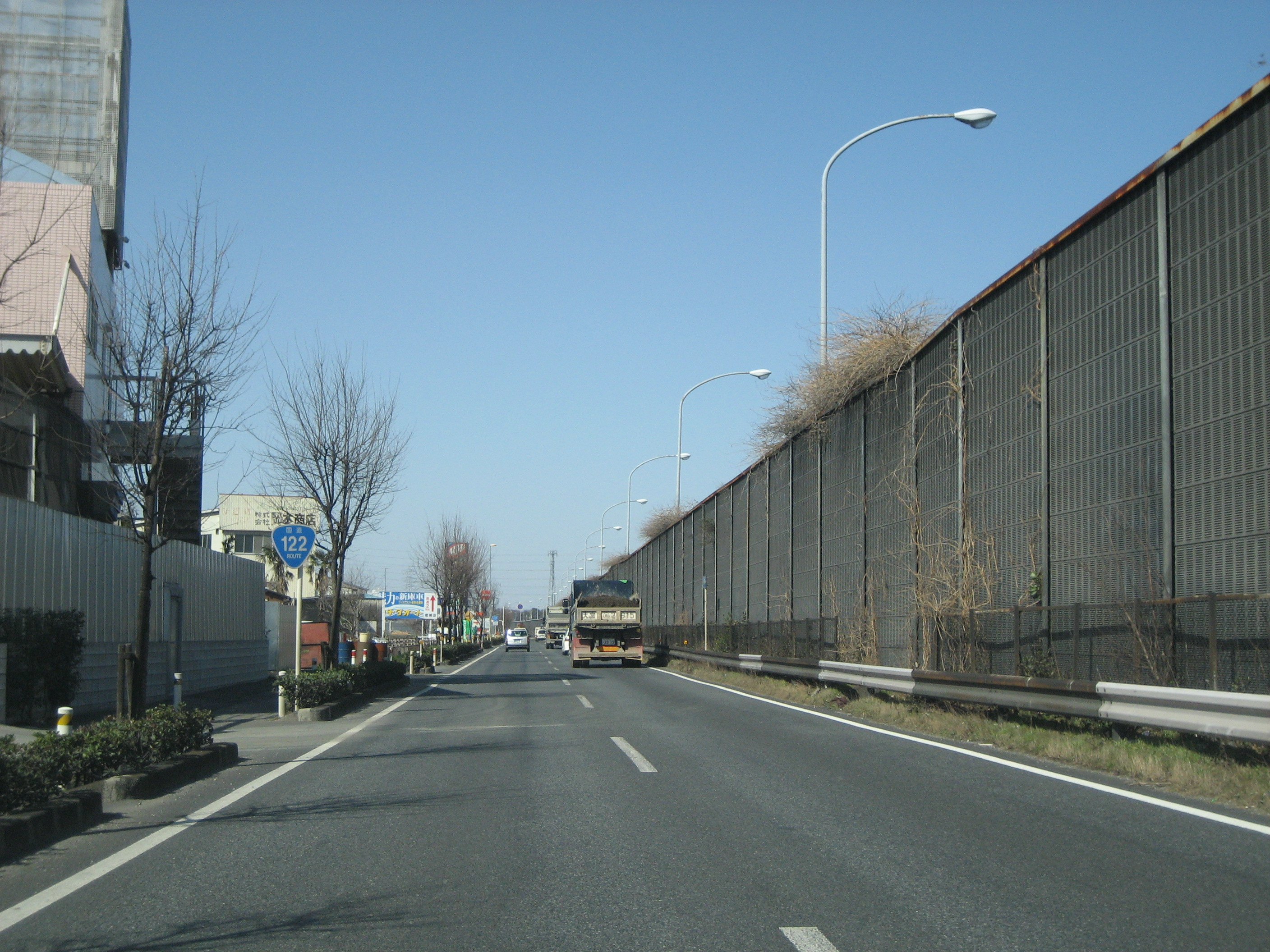
埼玉縣埼玉市岩槻區　蓮田方向車線（照片右側為東北自動車道的防音壁）

國道122號是日本由栃木縣日光市經群馬縣、埼玉縣至東京都豐島區的一般國道。

## 路線
東京都内、東京都北區的王子站前交差點西側為明治通、北側為北本通、東京都和埼玉縣境由新荒川大橋起至埼玉市岩槻區間為岩槻街道。

## 概要
- 陸上距離：157.7km
- 起點：栃木縣日光市（神橋交差點 = 國道119號・國道120號起點）
- 終點：東京都豐島區（西巢鴨交差點 = 國道17號・東京都道305號芝新宿王子線交點）
- 主要經由地：群馬縣桐生市、館林市、埼玉縣羽生市、埼玉市（綠區）、川口市
- 指定區間：無

## 历史
- 1963年（昭和38年）4月1日：二級國道122號日光東京線（栃木縣日光市 - 東京都豐島區）。舊國道122號（群馬縣前橋市 - 茨城縣水戶市）昇格為國道50號。
- 1965年（昭和40年）4月1日：二級國道變更至一般國道122號。（栃木縣日光市 - 東京都豐島區）
- 2006年（平成18年）6月11日午後3時(JST)：蓮田岩槻繞道全通。
- 2008年（平成20年）6月7日午後3時(JST)：騎西菖蒲繞道開通。

## 通過市町村
- 栃木縣
  - 日光市
- 群馬縣
  - 綠市 - 桐生市 - 綠市 - 桐生市 - 太田市 - 邑樂郡邑樂町 - 館林市 - 邑樂郡明和町
- 埼玉縣
  - 羽生市 - 加須市 - 久喜市 - 南埼玉郡白岡町 - 蓮田市 - 埼玉市（岩槻區 - 綠區） - 川口市
- 東京都
  - 北區 - 豐島區

## 重複區間
- 國道120號（栃木縣日光市神橋交差點 - 細尾大橋交差點）
- 國道50號（群馬縣桐生市廣澤町四丁目交差點 - 太田市只上交差點）
- 國道354號（群馬縣館林市赤土町交差點 - 小桑原交差點）
- 國道125號繞道（埼玉縣羽生市須影交差點 - 下川崎交差點）
- 東京都道455號本郷赤羽線（東京都北區音無橋交差點 - 飛鳥山交差點）

## 主要連接道路
- 栃木縣
  - 國道119號・國道120號（日光市・神橋交差點）
  - 清滝IC - 日光宇都宮道路（日光市・清滝IC交差點）
  - 國道120號（日光市・細尾大谷橋交差點）
- 群馬縣
  - 國道353號（綠市・大間間六丁目交差點）
  - 國道50號（桐生市・廣澤町四丁目交差點、太田市・只上交差點）
  - 太田桐生IC - 北關東自動車道（太田市）
  - 國道407號（太田市・安良岡北交差點）
  - 國道354號（館林市・赤土町交差點）
  - 國道354號東毛廣域道路（館林市・小桑原交差點）
- 埼玉縣
  - 國道125號（加須市・志多見交差點）
  - 國道125號行田繞道（羽生市・須影交差點）
  - 國道125號加須羽生繞道（羽生市・下川崎交差點）
  - 國道16號（埼玉市岩槻區・加倉南交差點）
  - 浦和IC - 東北自動車道（埼玉市綠區）
  - 國道463號越谷浦和繞道（埼玉市綠區）
  - 國道463號（埼玉市綠區・大門交差點）
  - 國道298號（川口市・西新井宿交差點）
- 東京都
  - 東京都道311號環狀八號線（環八通、北區・赤羽交差點）
  - 東京都道318號環狀七號線（環七通、北區・神谷陸橋交差點）
  - 東京都道307號王子金町江戶川線（明治通、北區・王子站前交差點）
  - 國道17號・東京都道305號芝新宿王子線（明治通、豐島區・西巢鴨交差點）

## 繞道
- 足尾繞道
- 太田繞道
- 騎西菖蒲繞道
- 蓮田岩槻繞道

## 主要峠
- 細尾峠（標高1,192m）：栃木縣日光市

## 關連項目
- 日光御成街道
- 關東地方道路一覽